# 降矢大輔
降矢 大輔（ふるや だいすけ）は、日本の漫画家。埼玉県出身。

## 略歴
- 2004年 - 週刊少年ジャンプ（集英社）増刊・「GAG Special 2005」にて、『猫又マタムネ』でデビュー。
- 2007年 - ジャンプスクエア（集英社）創刊号（2007年12月号 - 2012年7月号連載、全10巻）より、『紅 kure-nai』のコンテ構成を担当。
- 2012年 - ジャンプスクエア（集英社）10月号より、『終わりのセラフ』のコンテ構成を担当。
- 2020年 - ウルトラジャンプ（集英社）7月号より、『電波的な彼女』のコンテ構成を担当。

## 人物
本来はギャグ漫画家であるが、スーパーダッシュ文庫刊行の『紅』（著：片山憲太郎）のコミカライズでは脚本担当の子安秀明、そして文庫版でもイラストを手がけているイラストレーターの山本ヤマトと共に行っていた。そのなかで降矢は、本業はイラストレーターの為山本が担当出来ない「コンテ構成」（脚本を元にしたネーム作成、コマ割等）を担当していた。ギャグ漫画特有の個性的なコマ割で、ハードボイルド的な同作品に新たな動きを与え、評価を得ている。
なお、デビュー作の『猫又マタムネ』でも、新人漫画家勢のなかでは高い評価を得ていた。

## 作品
- 猫又マタムネ
- 紅 kure-nai - コンテ構成担当
- 終わりのセラフ - コンテ構成担当
- 電波的な彼女 - コンテ構成担当